# Simia
Simia is de naam die door Carl Linnaeus in de tiende editie van Systema naturae werd gegeven aan een geslacht van primaten. De naam "Simia" was al in gebruik bij eerdere auteurs, die door Linnaeus werden aangehaald. Een van hen, Conrad Gesner, vermeldde in 1551 dat de Grieken de naam al gebruikten. Linnaeus plaatste in dit geslacht soorten die moeilijk waren onder te brengen in een ander primatengeslacht (Homo, Lemur en Vespertilio).
Veel soorten die aanvankelijk in dit geslacht werden geplaatst, verhuisden naderhand naar andere geslachten. Uiteindelijk was onduidelijk welke soort als het type van de geslachtsnaam moest worden beschouwd. Bovendien was onduidelijk of met de naam "Simia satyrus" de chimpansee werd bedoeld, en of die naam dan geen prioriteit had over de inmiddels in zwang geraakte naam Pan troglodytes (Blumenbach, 1775) voor die soort. In 1929 besliste de International Commission on Zoological Nomenclature daarom op voorstel van Charles Wardell Stiles en Mabelle Blanche Orleman om de namen "Simia" en "Simia satyrus" geheel te onderdrukken.